# NGC 6983
NGC 6983 је спирална галаксија у сазвежђу Микроскоп која се налази на NGC листи објеката дубоког неба.
Деклинација објекта је - 43° 59' 10" а ректасцензија 20h 56m 43,5s. Привидна величина (магнитуда) објекта NGC 6983 износи 13,4 а фотографска магнитуда 14,2. NGC 6983 је још познат и под ознакама ESO 286-14, MCG -7-43-4, IRAS 20533-4410, PGC 65759.